# One More Chance
One More Chance ist eine Ballade des Sängers Michael Jackson. Sie wurde am 20. November 2003 aus seinem Album Number Ones ausgekoppelt und somit die letzte Single, die zu Lebzeiten Jacksons veröffentlicht wurde.

## Entstehung
One More Chance ist Jacksons dritte Zusammenarbeit mit dem Sänger R. Kelly, nachdem Kelly schon die Songs You Are Not Alone und Cry für Jackson geschrieben hatte. Der Song hat 80 Schläge pro Minute und ist daher eine Pop-Ballade.

## Musikvideo
Das Musikvideo wurde von Nick Brandt gedreht, der auch schon die Videos der Songs Earth Song, Stranger in Moscow, Childhood und Cry gedreht hatte. Im Musikvideo stehen viele Leute vor einem Saal mit gedeckten Tischen, daraufhin kommt Jackson in den Saal und beginnt auf den Tischen und Stühlen zu tanzen.
Am Tag, als das Musikvideo fertig gedreht wurde, hatte man Untersuchungen auf Jacksons’ Ranch begonnen und die Produktionen für das Video wurde gestoppt. Das Video erschien auf der DVD-Box Michael Jackson’s Vision, auf der viele weitere Musikvideos zu sehen sind.

## Charts und Chartplatzierungen
| ChartsChartplatzierungen       | Höchstplatzierung | Wochen |
| ------------------------------ | ----------------- | ------ |
| Deutschland (GfK)              | 29 (6 Wo.)        | 6      |
| Österreich (Ö3)                | 58 (2 Wo.)        | 2      |
| Schweiz (IFPI)                 | 24 (4 Wo.)        | 4      |
| Vereinigtes Königreich (OCC)   | 5 (7 Wo.)         | 7      |
| Vereinigte Staaten (Billboard) | 83 (5 Wo.)        | 5      |